# Geissorhiza elsiae
Geissorhiza elsiae ist eine Pflanzenart aus der  Familie der Schwertliliengewächse (Iridaceae).  

## Beschreibung
Es handelt sich um 14 bis 25 Zentimeter hohe, ausdauernde, krautige Pflanzen. Die braune Knolle ist rundlich, einseitig abgeflacht, hat einen Durchmesser von 7 bis 10 Millimeter und ist mehrlagig vollständig konzentrisch aufgebaut. 
Das Niederblatt ist häutig und blass. Die drei bis fünf meist aufrechten Blätter sind 3 bis 6 (selten 2) Millimeter breit, sichelförmig und halb bis ein Drittel so lang wie die Stängel. Die untersten drei Blätter sind bodenständig, schwertförmig bis linealisch, die oberen sind kleiner und setzen am Stängel an, die obersten ähneln gelegentlich Tragblättern.  
Der Stängel ist aufrecht, einfach oder verzweigt, in letzterem Fall von den oberen ein oder zwei Nodien des Stängels. Der Blütenstand ist eine zwei- bis vierblütige Ähre, die Tragblätter sind 12 bis 14 Millimeter lang (die inneren kürzer als die äußeren) und sind am oberen Teil sowie entlang der Nervatur rötlich. Die sechszähligen Blüten sind sternförmig, violett mit dunklen Markierungen auf der unteren Mittellinie der Blütenhüllblätter. 
Die Blütenröhre ist 6 bis 10 Millimeter lang und zylindrisch, die Blütenhüllblätter sind 15 bis 20 Millimeter lang, 7 bis 8 Millimeter breit und umgekehrt eiförmig. Die Staubblätter sind 6 bis 11 Millimeter lang, die Staubbeutel 5 bis 6 Millimeter, der Pollen gelb. Der Fruchtknoten ist 2 bis 3 Millimeter lang, der Griffel teilt sich auf Höhe der Spitze der Staubbeutel, die einzelnen Verzweigungen sind 3 Millimeter lang und zurückgebogen.
Die Kapsel ist eiförmig und erreicht eine Länge von 7 bis 9 Millimeter. 
Blütezeit ist Oktober bis November.

## Verbreitung
Geissorhiza elsiae findet sich in Südafrika an kühlen und feuchten Standorten der südlichen Hängen des Kammanassie-Gebirges im Little Karoo. 

## Systematik
Geissorhiza elsiae gehört zur Sektion Weihea in der Untergattung Weihea. Sie wurde bisher nur dreimal gesammelt.

## Nachweise
- Peter Goldblatt: Systematics of the Southern African Genus Geissorhiza (Iridacea-Ixioideae). In: Annals of the Missouri Botanical Garden. Vol. 72, No. 2, 1985, S. 277–447